# Sylke Tempel
Sylke Tempel (Bayreuth, 30 maggio 1963 – Berlino, 5 ottobre 2017) è stata una giornalista e scrittrice tedesca.
Tra le sue opere Vogliamo vivere qui tutt'e due, raccolta di un epistolario tra una giovane palestinese, Amal Rifa'i, e una sua coetanea israeliana, Odelia Ainbinder. Il libro, pubblicato in Italia dalla TEA, offre uno spaccato del modo di pensare e di sentire di una certa parte delle giovani generazioni, divise da una conflittualità che in sostanza hanno ereditato, alla quale non hanno certo contribuito e nella quale debbono pur tuttavia vivere.
Recentemente in Italia è stato tratto dal libro un dramma musicale, scritto e diretto da Davide Iervolino, portato in teatro col nome di Shalom Salam.
È morta nel 2017 all'età di 54 anni, colpita da un albero durante una tempesta.